# Évry Grand Roque
Évry Grand Roque, également écrit « Évry 0-0-0 », est un club d'échecs français, basé en Essonne.

## Histoire
Le club d’échecs Évry Grand Roque est né au début des années 1970, dans les locaux de la Maison des Jeunes et de la Culture de Courcouronnes. Son premier patronyme était « Grand Roque », et ses fondateurs ont tenu à garder ces deux mots lors de son déplacement au cœur de la ville d’Évry.
La dernière participation du club en Championnat de France d'échecs des clubs est en 2017-2018.

## Championnat de France des clubs (Top 12)

### Équipe première
L'équipe première accède à la première division du Championnat de France d'échecs des clubs lors de la saison 2003-2004. Il participera toujours à la poule haute depuis. L'équipe est notamment championne de France lors de la saison 2008-2009.

#### Composition
L'équipe comportait plusieurs grands maîtres et maîtres internationaux, notamment : Sergueï Fedortchouk, Arnaud Hauchard, Jules Moussard, Valentina Gounina, Stephen J. Gordon, Eloi Relange, Sabrina Vega Gutierrez et Sophie Milliet.

#### Palmarès
L'équipe première d'Évry figure plusieurs fois sur le podium du « Top 12 ». Elle a remporté une fois le championnat, lors de la saison 2008-2009. Elle est ensuite vice-championne de France lors de la saison 2009-2010. Elle termine troisième lors des saisons 2011-2012 et 2012-2013.

#### Palmarès féminin
L'équipe remporte plusieurs trophées. Elle remporte son sixième titre de championne de France en 2016, face au club de Mulhouse.

## Autres équipes
Évry Grand Roque présente des équipes dans plusieurs compétitions nationales et locales. En 2015-2016, il a par exemple présenté des équipes en Nationale 2, Nationale 4 et Nationale 5.

### Equipe jeune
Le club revendique une forte activité de formation des jeunes. Il présente une seule équipe, qualifiée pour disputer la Nationale 4 « Ile-de-France » en 2016. Il remporte ce championnat local en 2016.

## Personnalités

### Actuellement au club
- Arnaud Hauchard

## Structures du club
Évry Grand Roque est organisé juridiquement sous la forme d'une association loi de 1901. Il a obtenu l'agrément sportif de la DDJS en 2001.
Le club participe à la promotion des échecs dans tout le département de l'Essonne, et dans la commune d'Evry en particulier. Il bénéficie du soutien de la commune d'Evry, avec laquelle il a un partenariat actif, et intervient notamment dans les écoles. 